# Wintersingen
Wintersingen es una comuna suiza del cantón de Basilea-Campiña, situada en el distrito de Sissach. Limita al noreste con la comuna de Maisprach, al este con Buus, al sureste con Rickenbach, al suroeste con Sissach, al oeste con Nusshof, y al noroeste con Magden (AG).